# Loren Eiseley
Loren Eiseley (Lincoln, 3 settembre 1907 – Filadelfia, 9 luglio 1977) è stato un antropologo, filosofo e docente statunitense.

## Biografia
Nato da Clyde, che lavorava in un negozio di ferramenta e faceva per hobby l'attore in piccole compagnie locali, e da Daisey Corey, che dipingeva ed era sorda, visse l'infanzia ai margini della città, vicino alla natura, che cominciò presto a esplorare. Già quando era iscritto alla Lincoln Public School, voleva diventare uno scrittore di scienze naturali. Frequentò poi l'Università del Nebraska-Lincoln, collaborando alla rivista "Prairie Schooner" e partecipando a scavi di archeologia.
Ammalatosi di tubercolosi nel 1927, si trasferì nel deserto per cercare un'aria secca e calda dove potesse migliorare la salute, e visse per un periodo da hobo, vagabondando in giro. Tornò comunque a laurearsi, con un B.A. in lingua e letteratura inglese e un B.S. in geologia e antropologia, quindi nel 1937 prese un Ph.D. all'Università della Pennsylvania che lo portò a intraprendere la carriera accademica.
Insegnò all'Università del Kansas, quindi all'Oberlin College, per poi tornare nel 1947 all'Università della Pennsylvania dove guidò il dipartimento di antropologia. Nel 1949 fu eletto presidente dell'American Institute of Human Paleontology (istituto americano di paleontologia umana).
Partecipò anche ai lavori di diverse altre istituzioni, come l'American Association for the Advancement of Science, l'Accademia nazionale delle scienze, l'American Academy of Arts and Letters e l'American Philosophical Society.
Quando morì, a 69 anni, insegnava antropologia e storia della scienza ed era il curatore della sezione dedicata all'uomo primitivo del museo dell'università; aveva ricevuto 36 lauree h.c. e vinto diversi premi, anche per la sua capacità di avvicinare alla scienza umana il pubblico non specialista con libri di successo, d'argomento antropologico o di finzione e persino con poesie.
È in preparazione, per ottobre 2016, la raccolta dei suoi saggi in due volumi, a cura di William Cronon, presso la Library of America.

## Opere principali
- Charles Darwin (1956)
- The Immense Journey (1957)
- Darwin's Century (1958)
  - trad. di Libero Sosio, Il secolo di Darwin. L'evoluzione e gli uomini che la scoprirono, Milano: Feltrinelli (collana "I fatti e le idee" n. 314), 1975, 1981
- The Firmament of Time (1960)
- The Mind as Nature (1962)
- Man, Time, and Prophecy (1966)
- The Unexpected Universe (1969)
- The Brown Wasps: A Collection of Three Essays in Autobiography (1969)
- The Invisible Pyramid (1971)
- The Night Country: Reflections of a Bone-Hunting Man (1971)
- Notes of an Alchemist (1972, poesie)
- The Man Who Saw Through Time (1973)
- The Innocent Assassins (1973, poesie)
- All the Strange Hours: The Excavation of a Life (1975, memorie)
- Another Kind of Autumn (1977)
- The Star Thrower (1978)
- All The Night Wings (1978, poesie)
- Darwin and the Mysterious Mr. X: New Light on the Evolutionists (1979)
- The Lost Notebooks of Loren Eiseley (1987, postumo, a cura di Kenneth Heuer)
- How Flowers Changed the World, con fotografie di Gerald Ackerman (1996)